# Edward Smith-Stanley (14e comte de Derby)
Edward George Geoffrey Smith-Stanley, 14e comte de Derby, né le 29 mars 1799 à Knowsley dans le comté anglais du Lancashire et mort le 23 octobre 1869 dans cette même commune, est un homme d'État britannique, trois fois Premier ministre du Royaume-Uni et, à ce jour, le chef du Parti conservateur qui a connu la plus grande longévité. Il est connu avant 1834 sous le nom d'Edward Stanley et de 1834 à 1851 sous le nom de Lord Stanley. Il est l'un des quatre Premiers ministres britanniques à avoir exercé trois mandats distincts ou plus. Cependant, ses ministères ont duré chacun moins de deux ans pour un total de trois ans et 280 jours passés au 10 Downing Street. 

## Jeunesse et éducation
Stanley est le fils d'Edward Smith-Stanley (13e comte de Derby) et de son épouse Charlotte Margaret Hornby, fille du révérend Geoffrey Hornby. Les Stanley sont une famille de propriétaires terriens établie de longue date et très riche, dont la résidence principale est Knowsley Hall dans le Lancashire. Stanley fait ses études au Collège d'Eton et à Christ Church, Oxford. 

## Début de carrière politique, 1822-1852
En 1822, Edward Stanley, comme il est appelé alors, est élu au Parlement dans le bourg pourri de Stockbridge en tant que whig, le parti traditionnel de sa famille. En 1824, cependant, il s'est aliéné certains de ses collègues whigs en votant contre la requête de Joseph Hume pour une enquête sur l'église protestante établie d'Irlande. Il perd son siège en 1826. Lorsque les whigs reviennent au pouvoir en 1830, Stanley devient secrétaire en chef pour l'Irlande dans le gouvernement de Lord Grey et entre au cabinet en 1831. En tant que secrétaire en chef, Stanley prend une série de mesures coercitives qui l'ont souvent mis en conflit avec le Lord lieutenant d'Irlande, Lord Anglesey. En octobre 1831, Stanley écrit une lettre, la lettre Stanley, au duc de Leinster, établissant le système d'éducation nationale en Irlande. Cette lettre reste aujourd'hui la base juridique de la forme prédominante d'enseignement primaire en Irlande. En 1833, Stanley est promu secrétaire d'État à la Guerre et aux Colonies, supervisant le passage de la loi sur l'abolition de l'esclavage. 
En tant que whig conservateur, Stanley rompt avec le ministère à propos de la réforme de l'Église d'Irlande en 1834 et démissionne du gouvernement. Il forme ensuite un groupe appelé Derby Dilly et tente de tracer un chemin intermédiaire entre ce que lui et ses partisans considéraient comme le radicalisme de plus en plus exacerbé de Lord John Russell et le conservatisme des tories. Le virage au centre du chef conservateur Robert Peel avec le « manifeste de Tamworth » de 1834, publié trois jours avant le discours de "Knowsley Creed" de Stanley, ôte au programme des stanleyites une grande partie de son originalité. 
Le terme Derby Dilly est inventé par le leader nationaliste irlandais Daniel O'Connell. Outre Stanley, les autres principaux membres des Dilly sont James Graham, Lord Ripon et Charles Gordon-Lennox, qui démissionnent chacun respectivement de leurs fonctions de Premier lord de l'amirauté, Lord du sceau privé et ministre des Postes. Ces quatre ministres viennent d'horizons politiques différents : Stanley et Graham sont des whigs de longue date, Ripon est un ancien Premier ministre conservateur canningite tandis que Richmond est un tory ultra-conservateur qui a incongrument fait partie du cabinet Grey. 
Bien qu'ils n'aient pas participé au bref ministère de Peel en 1835, les Dilly fusionnent peu à peu au cours des années qui suivent avec le Parti conservateur. C'est le cas de Stanley qui rejoint les conservateurs et est nommé de nouveau secrétaire à la Guerre et aux Colonies au sein du second cabinet Peel en 1841. En 1844, il est appelé à la Chambre des lords en tant que Lord Stanley de Bickerstaffe (Bickerstaffe) dans la baronnie de Stanley de son père par bref d'accélération ,. Il rompt à nouveau avec le Premier ministre en 1845, cette fois à cause de l'abrogation des Corn Laws, et parvient à emmener avec lui la majorité du Parti conservateur (dont, entre autres, le jeune Benjamin Disraeli). Il dirige ensuite la faction protectionniste du Parti conservateur. À la Chambre des lords, le 23 novembre 1847, il accuse le clergé catholique irlandais d'utiliser le confessionnal pour encourager l'anarchie et le crime. Cela est contesté dans une série de lettres de l'évêque coadjuteur de Derry, Edward Maginn. En 1851, il succède à son père en tant que comte de Derby. 
Le système des partis est en pleine mutation lorsque les conservateurs quittent leurs fonctions en 1846, les questions en suspens étant la question de l'Irlande et de la franchise non résolue. Les protectionnistes ont un noyau de dirigeants, dont Disraeli est un chef de file. Mais dans l'opposition, le parti est toujours divisé, même si Disraeli est déterminé à combler les failles.

## Premier ministre, 1852–1869

### Premier mandat de Premier ministre

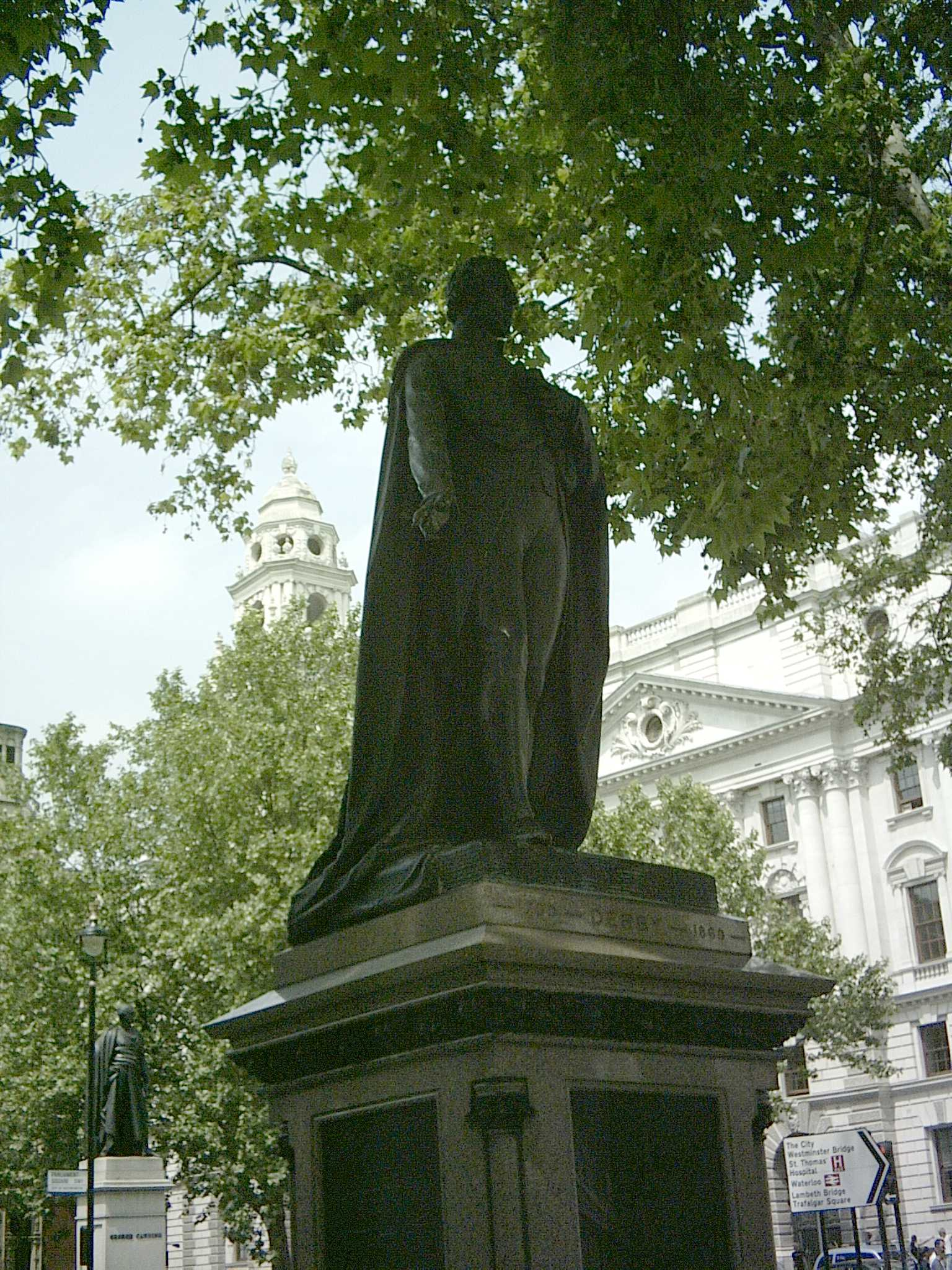
Statue à la place du Parlement de Londres

Derby forme un gouvernement minoritaire en février 1852, après l'effondrement du gouvernement whig de John Russell. Dans ce nouveau ministère, Benjamin Disraeli est nommé chancelier de l'Échiquier. De nombreux ministres conservateurs de haut rang ayant suivi Peel, Derby est contraint de renouveler profondément son équipe dirigeante, dont trois membres seulement ont déjà servis en qualité de conseillers privés. Lorsque le vieux duc de Wellington, alors très sourd, entend à haute voix la liste des ministres inexpérimentés du cabinet à la Chambre des lords, il s'écrie « Qui ? Qui ? », ce qui vaut au gouvernement d'être surnommé le ministère Who? Who?. 
Traditionnellement, les ministères de Derby sont, avec le recul, considérés comme dominés par Disraeli. Cependant, des recherches récentes suggèrent que cela n'a pas toujours été le cas, en particulier dans la conduite du gouvernement en matière de politique étrangère. Dans ce domaine, Derby et ses secrétaires aux Affaires étrangères, Lord Malmesbury et plus tard son fils Lord Stanley, mènent une action qui vise à renforcer le pouvoir grâce à la solidité financière, en cherchant à éviter les guerres à tout prix, en coopérant avec d'autres pouvoirs et en faisant fond sur le Concert européen pour résoudre les problèmes diplomatiques. Cela contraste fortement avec la politique ultérieure de Disraeli, basée sur la force et le prestige militaire, et Derby peut de ce point de vue être considéré comme un précurseur du « splendide isolement ». 
Aux élections générales de juin 1852, le Parti conservateur dirigé par Derby et Disraeli ne remporte que 330 sièges à la Chambre des communes, soit 42,9 % du total. Bien que les whigs aient en fait remporté moins de sièges que leurs adversaires — 292 sièges en tout —, plusieurs petits groupes au Parlement se déclarent prêts à se ranger, au moins ponctuellement, du côté des whigs, parmi lesquels les 38 députés conservateurs de la faction peelite, qui ont déjà fait bloc avec les whigs pour abroger les Corn Laws en juin 1846, les 113 membres libre-échangistes désireux d'éliminer tous les tarifs sur les biens de consommation et enfin les 63 parlementaires irlandais partisans de l'indépendance de l'Irlande et des droits des paysans irlandais. Immédiatement après les élections de juin 1852, aucun de ces petits groupes n'est toutefois disposé à former un gouvernement avec les whigs et Derby se maintient au pouvoir à la tête d'un gouvernement minoritaire. Il fait alors appel à Disraeli au poste de chancelier de l'Échiquier. 
Du fait de sa situation fragile au Parlement, le gouvernement de Derby a du mal à gouverner. La principale préoccupation du cabinet est d'éviter tout problème qui pourrait faire en sorte que l'une des petites composantes du gouvernement se s'allie aux whigs et ne provoque un vote qui précipiterait sa chute. Lorsque Disraeli soumet son premier budget à la Chambre des communes en décembre 1852, son plan est immédiatement impopulaire auprès des peelites, des partisans du libre-échange et des députés irlandais qui votent une motion de défiance. En conséquence, le gouvernement minoritaire de Derby est renversé au profit d'une coalition peelite-whig sous Lord Aberdeen. Lorsque l'administration Aberdeen chute à son tour en 1855, la reine Victoria demande à Derby de former un gouvernement . À la grande consternation de certaines sections de son parti, dont Disraeli, Derby décline cette offre, pensant qu'il serait en mesure de former un gouvernement plus fort après l'échec d'une administration de courte durée dirigée par l'un de ses rivaux du Parti conservateur, tels que Russell ou Lord Palmerston,. 

### Deuxième mandat de Premier ministre

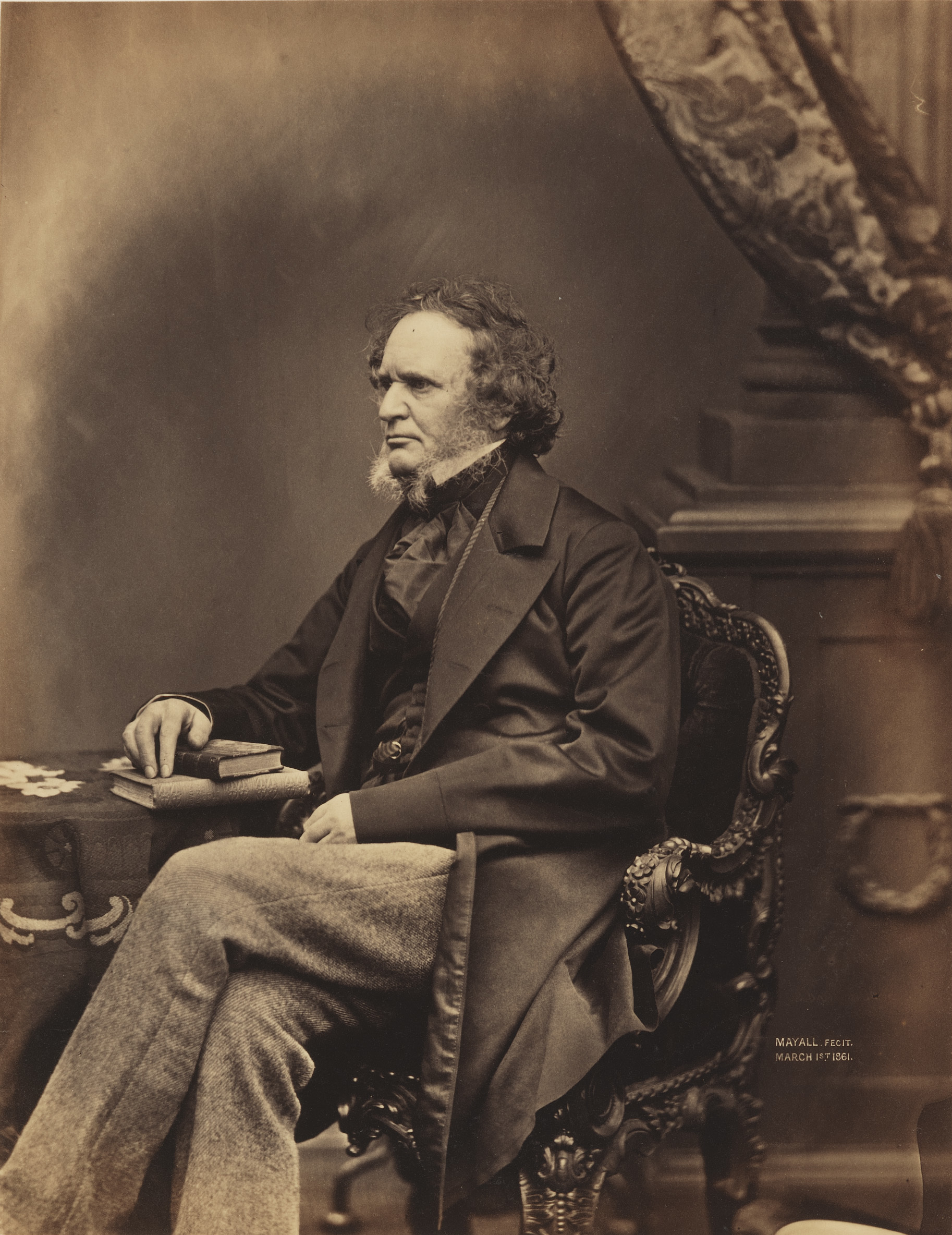
Derby en 1861.

En 1858, Derby forme un autre gouvernement minoritaire après la démission de Lord Palmerston à la suite d'une défaite parlementaire sur une motion de l'opposition qui, dans le contexte d'un complot raté pour assassiner Napoléon III, pointe du doigt le fait que « le ministère avait admis avoir abrité des assassins ». Disraeli retourne à l'Échiquier et devient également leader de la Chambre des communes. L'une des réussites les plus notables de cette administration est la disparition de la Compagnie britannique des Indes orientales à la suite de la Révolte des cipayes, qui place pour la première fois l'Inde sous contrôle britannique direct. Une fois de plus, le gouvernement ne dure pas et démissionne au bout d'une an, après avoir perdu de peu un vote de défiance porté par le duc de Devonshire au nom de diverses factions whig et radicales qui s'unissent pour former le Parti libéral. En juillet 1859, Derby est nommé chevalier de l'ordre de la Jarretière. 
De retour dans l'opposition, Derby poursuit une stratégie visant à attirer le Premier ministre, Lord Palmerston, loin de ses collègues les plus radicaux, Lord Russell en particulier. Cette tactique est contrecarrée par le déclin de l'influence de Russell et par le budget de 1861 du chancelier de l'Échiquier Gladstone qui unit le cabinet et accroît les divisions entre les conservateurs. Palmerston reste Premier ministre jusqu'à sa mort en 1865, date à laquelle il est remplacé par le frêle Russell.

### Troisième mandat de Premier ministre
Derby revient au pouvoir pour la troisième et dernière fois en 1866, après l'effondrement du second gouvernement de Lord Russell après une vaine tentative de réforme électorale. Une fois de plus, Disraeli fait office de figure de proue. Cette administration est particulièrement marquée par l'adoption du Reform Act de 1867, qui élargit considérablement le suffrage mais provoque la démission de trois ministres, dont le secrétaire à l'Inde et futur triple Premier ministre, Robert Arthur Talbot Gascoyne-Cecil. Au début de 1868, Derby se retire de la vie politique pour raisons de santé ; Disraeli lui succède. En 1869, il est nommé chevalier grand-croix de l'ordre de Saint-Michel et Saint-Georges en reconnaissance de ses services en tant que secrétaire d'État à la Guerre et aux Colonies. 
Bien que grand orateur, Derby est fréquemment critiqué pour son leadership langoureux. Il peut toutefois se targuer de nombreux succès importants, à la fois en tant que ministre et Premier ministre, et est parfois considéré comme le père de l'actuel Parti conservateur. Son mandat de 22 ans en tant que chef de parti est toujours le plus long dans l'histoire du Parti conservateur et de l'histoire de tout autre parti politique dans l'histoire britannique. Seul Clement Attlee, chef du Parti travailliste pendant 20 ans, s'est approché de ce record.

## Famille

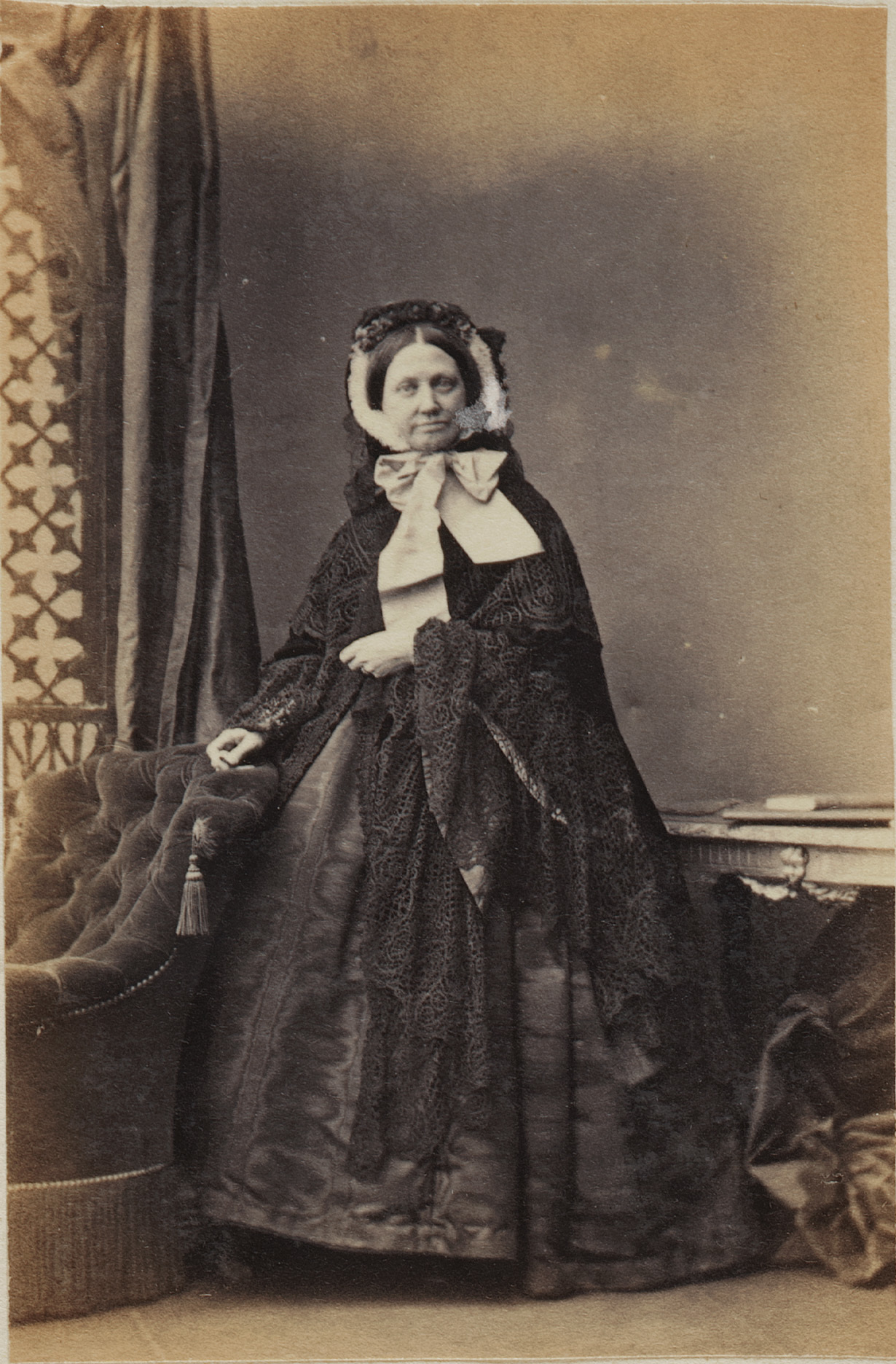
Emma Smith-Stanley

Stanley épouse Emma Bootle-Wilbraham, la deuxième fille d'Edward Bootle-Wilbraham, le 31 mai 1825. Ils ont trois enfants :
- Edward Stanley (15e comte de Derby) (21 juillet 1826 – 21 avril 1893). Il épouse Lady Mary Sackville-West (fille de George Sackville-West (5e comte De La Warr)) le 5 juillet 1870.
- Lady Emma Charlotte Stanley (25 décembre 1835 – 23 août 1928). Elle épouse Wellington Patrick Manvers Chetwynd Talbot le 11 octobre 1860. Ils ont 8 enfants.
- Frederick Stanley, 16e comte de Derby (15 janvier 1841 – 14 juin 1908). Il épouse Lady Constance Villiers, fille de George Villiers (4e comte de Clarendon) le 31 mai 1864. Ils ont 10 enfants.

Les ancêtres de Stanley étaient dirigeants de l'île de Man à partir de 1405 et plus tard Lords of Man. Thomas Stanley, 1er comte de Derby, a changé de camp lors de la bataille de Bosworth et a placé la couronne du roi déchu Richard III sur la tête d'Henry Tudor.

## Héritage
Le système des écoles nationales en Irlande, la forme prédominante d'enseignement primaire, reste basé sur le système multiconfessionnel mis en place par Stanley dans la lettre Stanley adressée à Leinster. La lettre avait tenté de résoudre le problème apparemment insoluble des différentes religions chrétiennes vivant ensemble en Irlande. 
L'ancien site de Fort-Langley en Colombie-Britannique, a été rebaptisé Derby par les Royal Engineers en 1858, apparemment en l'honneur du comte, qui était alors Premier ministre britannique. Stanley (parfois appelé « Port Stanley »), capitale des îles Malouines, porte son nom, tout comme Port Stanley en Ontario, au Canada, ainsi que la région de Stanley à Hong Kong. Stanley est Premier ministre lorsque la reine Victoria a inauguré le Wellington College, dans le Berkshire, en hommage au duc de Wellington, où la pension Stanley porte son nom. Le comté de Stanley dans le Queensland, en Australie, est aussi baptisé en son hommage. 